# Площево (Владимирская область)
Площево — деревня в Александровском районе Владимирской области России, входит в состав Каринского сельского поселения. 

## География
Деревня расположена в 21 км на юго-запад от центра поселения села Большое Каринское и в 26 км на юго-запад от города Александрова близ автодороги А108. 

## История
В XIX — начале XX века деревня входила в состав Ботовской волости Александровского уезда, с 1926 года — в составе Карабановской волости. В 1859 году в деревне числилось 70 дворов, в 1905 году — 71 дворов, в 1926 году — 88 дворов.
С 1929 года деревня являлась центром Площевского сельсовета Александровского района, с 1941 года — в составе Новожиловского сельсовета Струнинского района, с 1959 года — в составе Лизуновского сельсовета, с 1965 года — в составе Александровского района, с 2005 года — в составе Каринского сельского поселения.

## Население
| 1859 | 1905 | 1926 | 2002 | 2010 | 2021 |
| ---- | ---- | ---- | ---- | ---- | ---- |
| 353  | ↗391 | ↗395 | ↘40  | ↘26  | ↗35  |